# Josef Pešek (historik)
Josef Pešek (14. dubna 1878 Lochenice u Hradce Králové – 8. listopadu 1958 Kostomlátky) byl středoškolský pedagog, historik věnující se zejména dějinám hudby a severovýchodních Čech a kulturní publicista a spisovatel.
Josef Pešek chodil na gymnázium nejprve v Hradci Králové (1891–96), kde byli jeho spolužáky pozdější ministři Emil Franke a Josef Kalfus. V gymnaziálních studiích následně pokračoval v Novém Bydžově (1896–99), kde také odmaturoval. Po vystudování vysoké školy pedagogické působil jako vyučující. Nejprve absolvoval tzv. suplentskou praxi v Plzni (1903–05), poté učil na soukromém gymnáziu ve Vyškově (1905–06). Následně se na tři školní roky vrátil na gymnázium Hradci Králové (1906–09), které sám vystudoval. Učil také na reálné škole v Karlíně (1909–13). Nejdelší dobu – 25 let (1913–38) strávil jako pedagog na Akademickém gymnáziu v Praze. Poté odešel na odpočinek, který trávil v Kostomlátkách na Nymbursku, kde také zemřel.
Dne 9. března 1905 získal titul doktora filozofie. 5. července stejného roku se v kostele sv. Prokopa na Žižkově oženil (manželka Božena). V roce 1917 podepsal májový manifest českých spisovatelů.
Většina jeho pozůstalosti je umístěna v Archivu Národního muzea v Praze.

## Publikace
Josef Pešek byl velmi činorodým tvůrcem, když publikoval v odborných periodicích (např. Český časopis historický), časopisech i v denním tisku (např. Osvěta lidu, Ratibor, Kraj královéhradecký). Napsal také několik knih. Jako autor věnoval zejména psaní učebnic dějepisu, odbornému zpracování historie hudby, dějinám školství (dějiny Arcibiskupského gymnázia v Praze či hradeckého gymnázia), a také dějinám Hradce Králové a jeho okolí. Odbornými články tak přispíval do periodik s kulturní a hudební tematikou.
Z učebnic dějepisu lze zmínit např. třídílnou sérii Z domova a ciziny. Některé jeho učebnice vyšly i v ruštině, francouzštině, polštině, slovenštině, angličtině a maďarštině. Je také zároveň autorem monografie Republika Československá, Naše vzory – životem a dílem vzácných mužů a žen československého národa a dalších a také několik různých dějepisných učebnic. Spolupracoval i na Ottově a Masarykově slovníku naučném.
Kromě toho se věnoval také dějinám hudby. Proto napsal několik cenných hudebně vědních pojednání Prvá česká zpěvoherní představení (1906) či Česká zpěvohra od doby obrození až do Bedřicha Smetany (1935). Již v roce 1901 vydal u příležitosti stého výročí narození Františka Škroupa (v Nakladatelství F. Šimáčka v Praze) monografii o rozsahu asi 120 stran nazvanou František Škroup, skladatel první původní české zpěvohry a národní naší hymny „Kde domov můj?“. Pešek při psaní spolupracoval se Škroupovou dcerou Boženou, která Peškovi kromě klíčových dat poskytla otcovu podobiznu. Práce popisuje Škroupův život a detailně rozebírá jeho opery (Dráteník, Oldřich a Božena, Libušin sňatek). Nechybějí ani ukázky textů a dobových kritik.
Z osobností východních Čech psal např. o Janu Hostivítu Pospíšilovi, Václavu Klimentu Klicperovi, Josefovi Liboslavovi Zieglerovi, Magdaleně Dobromile Rettigové, Františkovi Cyrilovi Kampelíkovi. Věnoval se i tematice hradeckých kočovných divadelních společností.
Jako jeden z mála historiků psal své paměti. Nestihl je však dokončit. Napsal dvě kapitoly – jednu o svých středoškolských studiích v Hradci Králové a Novém Bydžově (nazvaná Mezi Hradcem a Bydžovem) a druhou o studiích vysokoškolských v Praze (Z vojny na studie do Prahy).

### Knihy
- František Škroup, skladatel první původní české zpěvohry a národní naší hymny „Kde domov můj?“ (1901)
- Jos. Jaroslav Langer: několik poznámek k jeho životu a pracím literárním (1911)[8]
- Nechanice nad Bystřicí: minulostí do přítomnosti (1916)[9]
- Má vlast (1922)
- Z domova a ciziny: Obrazy z dějin starověkých a středověkých pro nižší třídy škol středních – I. díl (192?)
- Z domova a ciziny: Obrazy z dějin starověkých a středověkých pro nižší třídy škol středních – II. díl (1923)
- Z domova a ciziny: Obrazy z dějin středověkých a novověkých pro nižší třídy škol středních – III. díl (1924)
- Matka vlast (1924)
- Naše vzory (1925)
- Přehled dějin Československé republiky (1926)
- Učebnice dějepisu (1938)